# Iikka Forss
Iikka Mikael Forss (* 5. Oktober 1976 in Helsinki) ist ein finnischer Schauspieler.

## Leben
Iikka Forss begann in seiner Kindheit mit dem Tanzen und stand bereits im Alter von drei Jahren auf der Theaterbühne. Auch während der Schulzeit war er vermehrt als Tänzer am Theater beschäftigt, sodass er nach seinem Schulabschluss ein Studium an der Theaterakademie Helsinki begann, welches er im Jahr 2000 mit einem Master in Theaterwissenschaften abschloss. Bereits während seines Studiums war er an unterschiedlichen Theatern zu sehen, darunter am Lahden kaupunginteatteri und dem Helsingin kaupunginteatteri.
Parallel zum Theater konnte sich Forss als Filmschauspieler etablieren, so war er seit seinem Studienabschluss in mehr als 40 Film- und Fernsehproduktionen zu sehen. Größere nationale Bekanntheit erlangte er durch seine Darstellung des Markku Rautio in der Fernsehserie Helsingin herra.

## Filmografie
- 2012: Helsingin herra (Fernsehserie, zwölf Folgen)
- 2014: Kaffee mit Milch und Stress (Mielensäpahoittaja)
- 2016: Black Widows – Rache auf Finnisch (Mustat lesket, Fernsehserie, sechs Folgen)
- 2016: Nurses (Syke, Fernsehserie, drei Folgen)
- 2018: Bordertown (Sorjonen, Fernsehserie, eine Folge)
- 2018: Happier Times, Grump (Ilosia aikoja, Mielensäpahoittaja)
- 2020: Der Waldriese (Metsäjätti)
- 2022: Grump (Mielensäpahoittaja Eskorttia etsimässä)